# Yosuke Muraki-Iwata
Yosuke Muraki-Iwata, jap. 村木-岩田洋介 (ur. 19 stycznia 1960 w prefekturze Okayama) – japoński sztangista, trzyrotny olimpijczyk (1984, 1988, 1992), srebrny medalista igrzysk azjatyckich (1986). Startował w wadze piórkowej (do 60 kg).

## Osiągnięcia

### Letnie igrzyska olimpijskie
- Los Angeles 1984 – 5. miejsce (waga piórkowa)
- Seul 1988 – 5. miejsce (waga piórkowa)
- Barcelona 1992 – 11. miejsce (waga piórkowa)

### Mistrzostwa świata
- Los Angeles 1984 – 5. miejsce (waga piórkowa) – mistrzostwa rozegrano w ramach zawodów olimpijskich

### Igrzyska azjatyckie
- Seul 1986 –  srebrny medal (waga piórkowa)